# Nejdek (Lednice)
Nejdek (německy Neudeck, Neudek) je malá vesnice v okrese Břeclav, část obce Lednice, od jejíhož centra je vzdálena asi dva kilometry severozápadně. Leží na ploché terase nad nivou řeky Dyje, při jejím rameni Zámecké Dyji. Celý katastr se nachází v Lednicko-valtickém areálu.

## Historie
První písemná zmínka o vesnici pochází z roku 1244.
Do roku 1945 zde národnostně naprosto převažovali Němci, kteří byli následně vysídleni. Nové obyvatelstvo sem přišlo především z nedalekých slováckých obcí. Roku 1966 byl Nejdek administrativně připojen k Lednici.

## Obyvatelstvo
| Rok            | 1869 | 1880 | 1890 | 1900 | 1910 | 1921 | 1930 | 1950 | 1961 | 1970 | 1980 | 1991 | 2001 | 2011 | 2021 |
| -------------- | ---- | ---- | ---- | ---- | ---- | ---- | ---- | ---- | ---- | ---- | ---- | ---- | ---- | ---- | ---- |
| Počet obyvatel | 274  | 283  | 281  | 325  | 336  | 329  | 350  | 219  | 217  | 122  | 200  | 202  | 221  | 215  | 213  |
| Počet domů     | 55   | 53   | 63   | 65   | 71   | 71   | 86   | 61   | 55   | 32   | 58   | 67   | 73   | 74   | 74   |

## Hospodářství
Na dyjském jezu Bulhary se nachází Malá vodní elektrárna Bulhary.

## Doprava
Nejdek leží na slepé odbočce ze silnice III/42117 z Lednice do Bulhar. Je obsluhován autobusovou linkou IDS JMK č. 570. Lužním lesem pod osadou vede červená turistická značka. Ve vsi je provozován penzion a kemp.

## Pamětihodnosti
- nížinné hradiště Nejdek – pozůstatky velkomoravského hradiště z 8.–10. století na severozápadním okraji katastru
- vodní mlýn z 18. století
- kaple svatého Vavřince z 18. století (v 19. století přestavěna)